# Encefalite trasmessa da zecche
L'encefalite (o meningoencefalite) trasmessa da zecche  (in sigla TBE dall'inglese tick-borne encephalitis)  è una malattia virale umana che coinvolge il sistema nervoso centrale e si registra in molte parti dell'Europa e dell'Asia. La malattia è dovuta alla diffusione di virus a RNA appartenenti al genere Flavivirus, che vengono in genere trasmessi all'essere umano dal morso di zecche del genere Ixodes. Il virus della TBE è un agente patogeno umano neurotropico. Le manifestazioni più comuni della TBE sono la meningite (49%), la meningoencefalite (41%) e la meningoencefalomielite (10%).
Nell'Europa centrale sono stati segnalati anche vari casi di TBE contratta consumando latte non pastorizzato o prodotti caseari derivati da latte infetto.

## Storia
Venne identificata per la prima volta in Russia nel 1937.

## Epidemiologia
È diffusa in Europa e Asia, soprattutto nella federazione Russa e nella Europa centrale con aree endemiche in Austria, Slovenia, Germania, Estonia, Lituania e Svizzera. Nelle aree endemiche, la TBE ha un'incidenza di 1,2 per 10 000 con una mortalità in Europa di circa l'1%. La mortalità in Asia risulta più elevata (5-20%).
Si mostra più raramente in Italia soprattutto nelle Alpi orientali. In Italia è stata identificata per la prima volta nel 1994 in provincia di Belluno dove nei cinque anni successivi sono stati identificati 35 casi di malattia.  Il periodo di maggior rischio epidemico è quello intercorso fra i mesi di aprile e agosto.
Si mostra maggiormente in individui adulti rispetto a quelli più giovani e nei bambini.

## Eziologia
L'agente responsabile è un virus appartenente alla famiglia dei Flaviviridae del genere Flavivirus, con genoma a RNA a filamento singolo (ssRNA+ da 11Kbp). Può essere iniettato nell'essere umano dal morso di tutti gli stadi di sviluppo della zecca (larva, ninfa e adulto). Serbatoi sono marmotte, topi, pecore e capre; per queste ultime è documentata anche un'altra forma di acquisizione dell'infezione: attraverso il latte contaminato.

### Tipologie
Esistono 3 sottotipi del virus che causano differenti sindromi cliniche:
- TBE dell'Europeo (precedentemente nota come Encefalite centroeuropea) endemico nelle aree rurali e boscose dell'Europa centrale, orientale e settentrionale, il cui principale vettore è l'Ixodes ricinus;
- TBE dell'Estremo Oriente (precedentemente nota come Encefalite della Taiga e Meningoencefalite o Encefalite russa estiva primaverile), endemico nella Russia dell'estremo oriente e nelle regioni boscose della Cina e del Giappone, il cui principale vettore è l'Ixodes persulcatus;
- TBE Siberiana, endemico nella regione degli Urali, in Siberia e nella Russia dell'estremo oriente, e anche in alcune aree dell'Europa nord orientale, il cui principale vettore è ancora l'Ixodes persulcatus.

Altre neuropatie causate da altri Flavivirus trasmessi da zecche che differiscono per vettori e manifestazioni cliniche sono associate ai virus:
- Louping ill, che colpisce i bovini dell'Inghilterra e dell'Irlanda;
- Negishi, che raramente si osserva in Giappone e in Cina, forse un ceppo del Louping ill virus;
- Powassan che si presenta nel Nord America
- Langat che si presenta in Malesia. Alcuni ceppi del virus Langat, che sono naturalmente attenuati e indurrebbero la neutralizzazione degli anticorpi contro il virus della TBE, si è studiato di poterli utilizzare per lo sviluppo di vaccini vivi della TBE.

## Clinica
Il morso, per via dell'effetto anestetizzante della saliva della zecca, risulta indolore e nel suo sviluppo non mostra particolari sintomi. La malattia è caratterizzata da un andamento bifasico in circa l'80% dei pazienti. Dopo un periodo di incubazione di circa 8 giorni (range 4-28 giorni) dal morso della zecca, il paziente presenta sintomi aspecifici (febbricola, malessere, nausea, vomito, cefalea, mialgie). Nella maggior parte dei casi questi sintomi si risolvono spontaneamente in una settimana. Circa un terzo dei pazienti, dopo 2-8 giorni da questa prima fase, sviluppa meningite, meningoencefalite o meningoencefalomielite. Nei bambini si può osservare anche una forma clinica simile alla Guillan-Barré. Le manifestazioni cliniche tendono ad essere più gravi nei soggetti anziani o immunocompromessi.
L'encefalite può manifestarsi con una coscienza compromessa che va dalla sonnolenza allo stupore e, in rari casi, al coma. Altre manifestazioni comprendono cambiamenti di personalità, disturbi del comportamento, disturbi della concentrazione e della funzione cognitiva e tremori delle estremità; molto raramente si manifestano convulsioni focali o generalizzate, delirio e psicosi.
Le paresi flaccide possono insorgere durante la fase febbrile della malattia e occasionalmente sono precedute da un forte dolore nei gruppi muscolari colpiti. Gli arti superiori sono più spesso colpiti rispetto agli arti inferiori e ai segmenti prossimali più frequentemente di quelli distali. I pazienti con paresi di muscoli respiratori richiedono piuttosto comunemente un supporto ventilatorio artificiale. Il coinvolgimento delle parti centrali del tronco cerebrale e del midollo allungato è associato a prognosi infausta. La eventuale mielite di solito associata all'encefalite e solo molto raramente come unica manifestazione della TBE.

## Diagnosi
Una corretta diagnosi si ottiene tramite i test sierologici. Inoltre altri esami sono la PCR e la RT-PCR.

## Terapia
Attualmente non esiste una terapia farmacologica specifica per la TBE. La meningite, l'encefalite o la meningoencefalitemielite richiedono il ricovero e le cure di supporto basate sulla gravità della sindrome. Farmaci anti-infiammatori, come i corticosteroidi, possono essere considerati in circostanze specifiche per sollievo sintomatico. Potrebbe essere necessario l'intubazione e il supporto del ventilatore.

## Prognosi
Si sono registrati decessi, ma rimangono in piccolissima percentuale rispetto ai casi riscontrati; importante è il fattore età in quanto la prognosi migliora ad una età più bassa.

## Prevenzione
Negli habitat dove vivono le zecche (foreste e radure, soprattutto dalla primavera all'autunno) l'utilizzo di un abbigliamento adeguato e dei repellenti disponibili riduce la possibilità di contagio. Esiste un vaccino di origine austriaca, creato nel 2000, poi denominato Ticovac registrato anche in Italia.
Il ciclo vaccinale di base prevede la somministrazione di tre dosi (all’età di 0, 1-3 mesi, 9-12 mesi) con richiami a cadenza triennale, per via intramuscolare, preferibilmente nella regione deltoidea. Esiste anche la possibilità di seguire un ciclo accelerato di vaccinazione, che però non garantisce gli stessi risultati del ciclo classico, in termini di risposta anticorpale.